# Giovanni Benelli
Giovanni Benelli (12. května 1921 Vernio – 26. října 1982 Florencie) byl italský římskokatolický duchovní a diplomat, v letech 1977–1982 florentský arcibiskup.

## Život
Pocházel z pěti dětí. Vystudoval seminář v Pistoi a Papežskou univerzitu Gregorianu a Papežskou církevní akademii v Římě. Na kněze byl vysvěcen v roce 1943. V roce 1950 se stal monsignorem. Působil na nunciaturách v Irsku, Francii, Brazílii a Španělsku, v letech 1965 až 1966 byl vatikánským pozorovatelem u UNESCO. Od roku 1966 byl titulárním arcibiskupem v Tusuru. Od roku 1967 působil v papežské kurii. Pro svůj vliv na zahraniční politiku Svatého stolce získal přezdívku Vatikánský Kissinger. V roce 1972 obdržel Řád zásluh o Italskou republiku.
Od roku 1977 byl kardinálem. Zúčastnil se obou konkláve v roce 1978, v říjnu 1978 byl pro své blízké vztahy k Pavlovi VI. a přijatelnost pro různé názorové proudy pokládán za papabile, zvolen však byl Karol Wojtyla.